# Arquqini
Arquqini oder Arququini war ein Königreich am südöstlichen Ende des Sewansees. Es ist nur aus urartäischen Inschriften bekannt. Es war Teil des Staatenbündnisses von KURUduri-Etiuni, das aus Arquqini, Kamanu und Lueruni bestand. Es grenzte an Kamani.

## Geschichte
Die Zowak-Inschrift von Sarduri II. beschreibt die Eroberung von Arquqini. In seiner Chronik nennt Sarduri Siege über Arquqi, Kamani und Lueruni. Die Eroberung erfolgte vermutlich gegen Ende seines Lebens, Melikisvili setzt sie zwischen 742 und 739 an, also nach der Niederlage gegen Tiglat-pilesar III. und dem Verlust der Besitzungen am Euphrat.
Nach dem Tod von Sarduri gingen die Eroberungen am Sewansee vermutlich wieder verloren, da Rusa I. nach der Inschrift von Zovinar erneut gegen Adaḫuni, Uelikuḫi, Lueruḫi und Arquqini zu Felde zog.